# Titus Vossberg
Titus Dieter Vossberg (Amburgo, 1934 – Roma, 17 marzo 2006) è stato uno scenografo, costumista e arredatore tedesco.

## Biografia
Attivo in teatro, televisione e cinema sin dai primi anni '60, stringe un sodalizio duraturo con Enrico Sabbatini e sul palcoscenico collabora tra gli altri con Carmelo Bene, Giorgio Strehler e Franco Enriquez firmando scenografie e costumi per molte rappresentazioni di prosa, balletti e opere liriche. Nella stagione 1962-1963 è al Teatro alla Scala di Milano con Arianna a Nasso (Ariadne auf Naxos) di Richard Strauss per la regia teatrale di Enriquez. Tra il 1972 e il 1974 è scenografo e costumista al Teatro dell'Opera di Roma con Le donne di buon umore di Vincenzo Tommasini, Lucia di Lammermoor di Gaetano Donizetti e Romeo e Giulietta di Sergej Prokof'ev, rappresentato alle Terme di Caracalla e ripreso nel 1989.
In televisione, nel 1968 firma i costumi dello sceneggiato di grande successo La freccia nera di Anton Giulio Majano e nel 1970 lavora alla versione televisiva della commedia teatrale L'aria del continente, in occasione del centenario della nascita di Nino Martoglio. Sul grande schermo è assistente dal 1960 nel film Exodus di Otto Preminger, e collabora dal 1977 al 1992 per otto pellicole di non grande rilievo, alcune rimaste praticamente inedite.
Dal 1994 al 2000 è arredatore per sei film del progetto televisivo Le storie della Bibbia prodotto dalla Lux Vide, al quale ne seguono due sul progetto di quattro pellicole Gli amici di Gesù. L'ultimo suo lavoro risale al 2003, con la miniserie in due puntate Augusto - Il primo imperatore, diretto da Roger Young.
Muore nel marzo del 2006 all'età di 72 anni. Il suo fondo archivistico è conservato presso la Biblioteca comunale multimediale di Formello.

## Filmografia

### Cinema
- Una donna di seconda mano, regia di Pino Tosini (1977) – costumista
- Una di troppo, regia di Pino Tosini (1982) – costumista
- L'assassino è ancora tra noi, regia di Camillo Teti (1986) – costumista
- La ragazza dei lillà, regia di Flavio Mogherini (1986) – costumista
- Non scommettere mai con il cielo, regia di Mariano Laurenti (1987) – costumista
- Ombre d'amore, regia di Alessandro Ninchi (1989) – scenografia
- Kinski Paganini, regia di Klaus Kinski (1989) – arredatore
- Lia, rispondi, regia di José Quaglio (1992) – costumista

### Televisione
- La freccia nera, regia di Anton Giulio Majano (1968) – costumista
- A.D. - Anno Domini (A.D.), regia di Stuart Cooper (1984) – assistente arredatore[3]
- Genesi: La creazione e il diluvio, regia di Ermanno Olmi (1994) – arredatore
- Sansone e Dalila, regia di Nicolas Roeg (1996) – arredatore
- Salomone, regia di Roger Young (1997) – arredatore
- Geremia il profeta, regia di Harry Winer (1998) – arredatore
- Ester, regia di Raffaele Mertes (1999) – arredatore
- San Giovanni - L'apocalisse, regia di Raffaele Mertes (2000) - arredatore
- Maria Maddalena, regia di Raffaele Mertes (2000) – arredatore
- Giuseppe di Nazareth, regia di Raffaele Mertes (2000) – costumista e arredatore
- Augusto - Il primo imperatore, regia di Roger Young (2003) – arredatore

## Prosa televisiva Rai
- L'aria del continente, di Nino Martoglio, regia di Marcello Sartarelli (1970) – costumista
- Il falco d'argento, di Stefano Landi, regia di Fulvio Tolusso (1973) – costumista